# Moacyr Brondi Daiuto
Moacyr Brondi Daiuto, né le 19 juillet 1915 à Altinópolis au Brésil et décédé en 1995, est un ancien entraîneur brésilien de basket-ball.

## Palmarès
- 3e des Jeux olympiques 1948
- Vainqueur de l'Universiade d'été de 1963